# I級駆逐艦 (初代)
I級駆逐艦（英語: I-class destroyer）は、イギリス海軍の駆逐艦の艦級。当初は「アケロン」をネームシップとしてアケロン級（英: Acheron-class）と称されていたが、1913年に再種別された。

## 来歴
1908年4月に成立したアスキス内閣では、社会保障の財源確保のため、自由統一党以来の海軍増強計画の見直しを進めていた。この流れを受けて、イギリス海軍では、1908-9年度計画のビーグル級（後のG級）、1909-10年度計画のエイコーン級（後のH級）と、コスト低減を重視した駆逐艦が建造されていた。
1910-11年度計画の駆逐艦も、エイコーン級（H級）を元にした小改正型として予定されており、これによって建造されたのが本級である。しかしこの時期、仮想敵であるドイツ帝国海軍の大型水雷艇の速力は30ノットに達しており、従来のイギリス海軍の駆逐艦では劣勢となることが懸念された。このことから、イギリスの民間造船所の高い技術力に期待して、海軍本部の設計による基本型（アドミラルティ型）とは別に、設計・建造にあたって各造船所に大幅な自由裁量を許した特型（Specials）が4タイプ計9隻建造された。このアプローチは成功を収めたことから、以後のイギリス海軍でも度々用いられることになった。

## 設計
上記の経緯より、基本設計はエイコーン級（H級）に準じたものとなっており、船型もE級以来の船首楼型が踏襲されている。ただし本級では機関部の短縮を図り、H級と比して、艦橋を約3メートル後方に移動した。また凌波性改善のため、船首楼だけでなく艦橋付近の舷側にもフレアを付している。
アドミラルティ型では、機関構成は基本的にH級のものが踏襲されているが、上記の機関区画短縮の要請から、主ボイラーを1缶減らして3缶とした。主機はパーソンズ・タービン（3軸推進）とブラウン・カーチス・タービン（2軸推進）がある。出力13,500馬力で速力27ノットであった。
上記の経緯により建造された特型では、速力向上の要請から主機出力の増大を図っており、出力15,500～16,000馬力で速力28～29ノットとなった。ヤーロウ特型ではブラウン・カーチス・タービン（2軸推進）、ソーニクロフト特型ではパーソンズ・タービン（3軸推進）と、いずれも従来通りの直結タービン方式であったが、パーソンズ特型では、初めて減速機を介したパーソンズ・セミ・ギヤード・タービンを採用した。これは、高圧タービンと巡航タービンに歯車減速機を付けて、推進軸と直結した低圧タービンに結合させたものであり、高圧タービンと巡航タービンの効率向上が実現した。
また、ヤーロウ社に発注された特型のうち最後の3隻は、20,000馬力のパーソンズ直結タービン（2軸推進）を搭載したファイアドレーク特型として建造された。

## 装備
兵装面では、エイコーン級（H級）の構成が踏襲された。艦砲としては、船首楼甲板と後部甲板に40口径10.2cm砲（BL 4インチ砲Mk.VIII）を1門ずつ、また後部甲板に40口径7.6cm砲（QF 12ポンド砲）2門を装備した。水雷兵装としては、53.3cm単装魚雷発射管2基を備えている。

## 同型艦一覧
| 設計                 | 艦名                           | 造船所               | 進水              | 解体/売却           |
| -------------------- | ------------------------------ | -------------------- | ----------------- | ------------------- |
| アドミラルティ型     | ゴスホーク HMS Goshawk         | ベアドモア           | 1911年10月18日    | 1921年11月          |
| アドミラルティ型     | ハインド HMS Hind              | ジョン・ブラウン     | 1911年7月28日     | 1921年5月           |
| アドミラルティ型     | ホーネット HMS Hornet          | ジョン・ブラウン     | 1911年12月20日    | 1921年5月           |
| アドミラルティ型     | ハイドラ HMS Hydra             | ジョン・ブラウン     | 1912年2月19日     | 1921年5月           |
| アドミラルティ型     | ディフェンダー HMS Defender    | デニー               | 1911年8月30日     | 1921年11月          |
| アドミラルティ型     | ドルイド HMS Druid             | デニー               | 1911年12月4日     | 1921年5月           |
| アドミラルティ型     | サンドフライ HMS Sandfly       | スワン・ハンター     | 1911年7月26日     | 1921年5月           |
| アドミラルティ型     | ジャッカル HMS Jackal          | ホーソン・レスリー   | 1911年9月9日      | 1920年9月           |
| アドミラルティ型     | タイグリス HMS Tigress         | ホーソン・レスリー   | 1911年12月20日    | 1921年5月           |
| アドミラルティ型     | ラプウィング HMS Lapwing       | キャメル・レアード   | 1911年7月29日     | 1921年10月          |
| アドミラルティ型     | リザード HMS Lizard            | キャメル・レアード   | 1911年10月10日    | 1921年11月          |
| アドミラルティ型     | フィニックス HMS Phoenix       | ヴィッカース・バロー | 1911年10月9日     | 1918年5月14日 戦没  |
| アドミラルティ型     | フェレット HMS Ferret          | ホワイト             | 1911年10月 (竣工) | 1921年5月           |
| アドミラルティ型     | フォレスター HMS Forester      | ホワイト             | 1911年6月1日      | 1921年11月          |
| ヤーロウ特型         | アーチャー HMS Archer          | ヤーロウ             | 1911年10月21日    | 1921年5月           |
| ヤーロウ特型         | アタック HMS Attack            | ヤーロウ             | 1912年12月12日    | 1917年12月30日 戦没 |
| ソーニクロフト特型   | アケロン HMS Acheron           | ソーニクロフト       | 1911年7月26日     | 1921年5月           |
| ソーニクロフト特型   | エイリアル HMS Ariel           | ソーニクロフト       | 1911年9月 (竣工)  | 1918年8月2日 戦没   |
| パーソンズ特型       | バッジャー HMS Badger          | デニー               | 1911年7月11日     | 1921年5月           |
| パーソンズ特型       | ビーヴァー HMS Beaver          | デニー               | 1912年11月 (竣工) | 1921年5月           |
| ファイアドレーク特型 | ファイアドレーク HMS Firedrake | ヤーロウ             | 1912年4月9日      | 1921年10月          |
| ファイアドレーク特型 | ラーチャー HMS Lurcher         | ヤーロウ             | 1912年6月1日      | 1922年6月           |
| ファイアドレーク特型 | オーク HMS Oak                 | ヤーロウ             | 1912年9月5日      | 1921年5月           |